# روجين زد
روجين زد (باليابانية: 老人Z)، (بالإنجليزية: Roujin Z)‏ ويترجم حرفياً إلى العجوز زد هو فيلم أنمي ياباني من نوع الخيال العلمي والإثارة عام 1991 من إخراج هيرويوكي كيتاكوبو وكتبه كاتسوهيرو أوتومو. انتج فيلم روجين زد بواسطة استديو A.P.P.P. بالتعاون مع شركات أخرى بما في ذلك Movic وسوني للترفيه الموسيقي اليابانية وأنيبلكس وهيئة بث أساهي.

## القصة
تدور أحداث فيلم روجين زد في أوائل القرن الحادي والعشرين باليابان. قامت مجموعة من العلماء ومديري المستشفيات، تحت إشراف وزارة الرعاية العامة، بتطوير Z-001: سرير مستشفى محوسب بميزات آلية. يعتني جهاز Z-001 بالمريض بشكل كامل: حيث يمكنه توزيع الطعام والدواء وإزالة النفايات المفرزة والاستحمام وممارسة التمارين الرياضية للمريض وهو مستلقي داخل إطاره. يتم تشغيل السرير بواسطة مفاعل الطاقة النووية المدمج فيه، وفي حالة حدوث انصهار ذري، يصبح السرير (بما في ذلك المريض الذي يرقد بداخله) مغلقًا تلقائيًا بالخرسانة.

## روابط خارجية
- روجين زد على موقع IMDb (الإنجليزية)
- روجين زد على موقع نتفليكس (الإنجليزية)
- روجين زد على موقع ألو سيني (الفرنسية)
- روجين زد على موقع Turner Classic Movies (الإنجليزية)
- روجين زد على موقع أول موفي (الإنجليزية)
- روجين زد على موقع فيلمافينيتي (الإسبانية)
- روجين زد على موقع قاعدة بيانات الفيلم (الإنجليزية)
- روجين زد على موقع ليتربوكسد (الإنجليزية)
- روجين زد على موقع كينوبويسك (الروسية)
- روجين زد على موقع ANN anime (الإنجليزية)